# Baia di Port Phillip
La baia di Port Phillip  (Port Phillip Bay in inglese) è una vasta insenatura situata nel Victoria in Australia. La baia è circondata da Melbourne e dai suoi sobborghi. Dal punto di vista geografico essa copre 1 930 chilometri quadrati mentre la sua linea di costa si estende per circa 264 km. Sebbene la baia sia estremamente poco profonda per le sue dimensioni essa rimane tuttavia per lo più navigabile. La profondità massima è di soli 24 metri e di 8 metri per circa metà del suo fondale; il volume d'acqua complessivamente contenuto in essa è invece pari a circa 25 chilometri cubi. 
Prima della colonizzazione europea l'area circostante la baia di Port Phillip era divisa tra i territori dei Wathaurong ad occidente, i territori dei Wurundjeri a settentrione e quelli dei Boonwurrung a meridione e a oriente. Le acque della baia ospitano foche, balene, delfini, coralli e diverse varietà di uccelli di mare e numerose specie migratorie di volatili trampolieri.
I primi europei a entrare nella baia furono, nel 1802, i componenti dell'equipaggio al comando di John Murray dell'HMS Lady Nelson, e poi, dieci settimane dopo, dell'HMS Investigator, capitanata da Matthew Flinders. Spedizioni successive ebbero luogo nel 1803 al fine di stabilire un primo insediamento nel Victoria, situato nei pressi dell'attuale Sorrento, ma venne presto abbandonato nel 1804. Trent'anni più tardi, alcuni coloni provenienti dalla Tasmania tornarono sul continente per fondare Melbourne, oggi la capitale dello Stato federato alla foce del fiume Yarra nel 1835 e per fondare Geelong sulla baia di Corio nel 1838. Oggi la baia di Port Phillip costituisce l'area più densamente popolata dell'Australia, con circa 4,5 milioni di persone che abitano lungo le sue coste; i sobborghi di Melbourne si estendono lungo buona parte delle coste settentrionali e orientali della baia, mentre Geelong occupa il settore della baia di Corio, nel braccio occidentale della baia.